# Another World (CAPSULEの曲)
『Another World』（アナザー・ワールド）は、2015年1月28日にワーナーミュージック・ジャパンより発売されたCAPSULEのデジタルシングルである。

## 背景
2015年2月18日のアルバム『WAVE RUNNER』の発売に先駆けて配信された。

## 収録曲
全作詞・全作曲：中田ヤスタカ
| #  | タイトル                         | 作詞 | 作曲・編曲 | 時間 |
| -- | -------------------------------- | ---- | ---------- | ---- |
| 1. | 「Another World」                |      |            | 4:25 |
| 2. | 「Another World (extended mix)」 |      |            | 5:41 |